# Phorbas fibulatus
Phorbas fibulatus är en svampdjursart som först beskrevs av Topsent 1893.  Phorbas fibulatus ingår i släktet Phorbas och familjen Hymedesmiidae. Inga underarter finns listade i Catalogue of Life.